# Blessington
Blessington (Irsk: Baile Coimin) er en irsk by i County Wicklow i provinsen Leinster, i den centrale del af Republikken Irland med en befolkning (inkl. opland) på 4.018 indb i 2006 (2.509 i 2002)
Blessington er især kendt for de kunstige søer Pollaphuca Reservoiret, også kendt som Blessington lakes. Det er også en del af en nationalpark og et fuglereservat. Indsøen blev dannet i 1944 da floden Liffey blev inddæmmet ved Poulaphouca, i forbindelse med bygningen af et vandkraftværk.